# Lil Hardin Armstrong

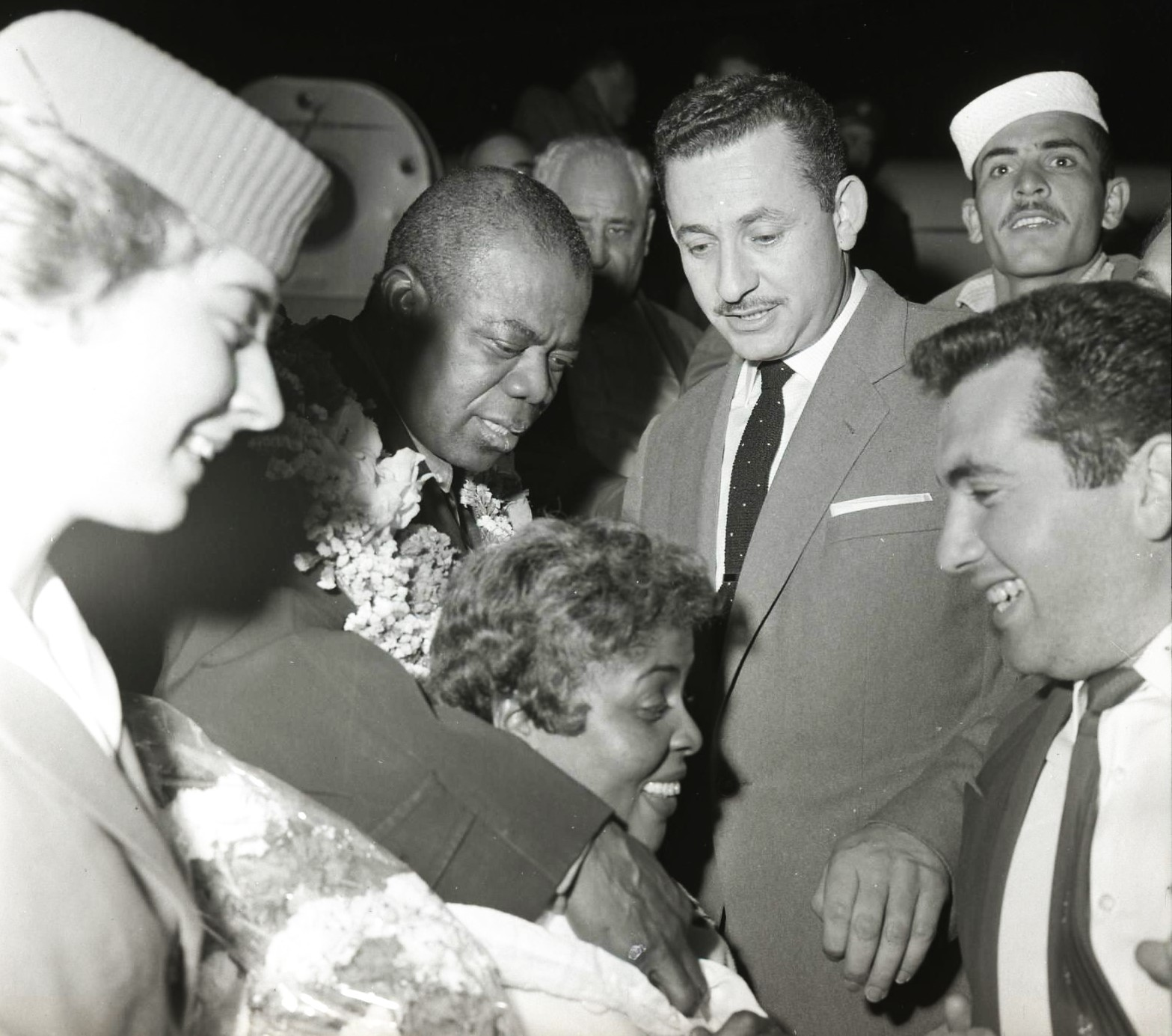
Louis i Lil Armstrongowie podczas wizyty w Izraelu (1959)

Lilian Hardin Armstrong (ur. 3 lutego 1898 w Memphis, zm. 27 sierpnia 1971 w Chicago) – afroamerykańska pianistka, kompozytorka, aranżerka, bandliderka i wokalistka jazzowa. Druga żona Louisa Armstronga. Wg ówczesnego żartu „była obecna przy stworzeniu wszystkiego”.

## Życiorys

### Dzieciństwo i wczesna młodość
Jej babka, Priscilla Martin, w przeszłości była niewolnicą z okolic Oksfordu w stanie Missisipi. Miała syna i trzy córki, z których jedna, Dempsey, była matką Lil. W latach 70. XIX wieku Martin przeprowadziła się z rodziną do Memphis, aby uciec przed mężem. Długą drogę przebyli wozem zaprzężonym w muły. Dempsey poślubiła Willa Hardena i owocem ich związku była Lillian. Harden zmarł na gruźlicę, gdy dziewczynka miała trzy lata. Dempsey, która pracowała jako pokojówka, wyszła kilka lat później za mąż za palacza parowozowego Johna Millera.
Domem przy Railroad Avenue 32, w którym Lilian spędziła dzieciństwo, zawiadywała babcia Priscilla. Dziewczynka szybko odkryła stojącą w kącie salonu fisharmonię i rozpoczęła nieznośne dla rodziny popisy muzyczne. Matka, widząc jej zainteresowanie instrumentem, zaangażowała nauczycielkę klas młodszych, Violet White, która miała uczyć Lilian gry na fortepianie. Kobieta wywiązała się z zadania, ale nie mając wystarczającej wiedzy w zakresie techniki gry, pozwoliła Lilian na dużą swobodę. Dzięki temu, mimo późniejszej poprawy techniki, wypracowała własny styl gry. Już w szkole podstawowej grała marsze, a w szkółce niedzielnej Lebanon Baptist Church śpiewała hymny. Jej matka, dostrzegając talent córki, szybko zrozumiała, że muzyka jest powołaniem Lilian. Kupiła więc jej pianino i zapisała do Szkoły Muzycznej Pani Hook (Mrs Hook¹s School of Music).
W latach 1915–1918 studiowała na wydziale muzycznym Fisk University w Nashville, wówczas uczelni artystycznej dla studentów afroamerykańskich, ale jej nie ukończyła. W sierpniu 1918 razem z matką i ojczymem przeniosła się do Chicago.

### Początki kariery
Zatrudniła się w sklepie muzycznym (Jennie Jones’ Music Store) jako grająca demonstratorka wydawnictw nutowych. Zarabiała 3 dolary tygodniowo, ale wkrótce bandlider i klarnecista Lawrence Duhé zaproponował jej pracę w swoim zespole The Orleanians za 22,50. Przyjęła ofertę, lecz wiedząc, że matka nie pozwoli jej na występy w „podejrzanych” lokalach, powiedziała, iż podejmuje nową pracę akompaniatorki w szkole tańca. W końcu determinacja i zarobki córki skłoniły matkę do zaaprobowania jej prawdziwej pracy. Zespół kilkakrotnie zmieniał miejsca występów. Otrzymał angaż również w kabarecie Dreamland Café. Kiedy w 1921 kierownictwo orkiestry Duhégo przejął jej solista Joe Oliver i przemianował ją na Creole Jazz Band, zaprosił Lilian do gry w jego zespole. Współpraca z Oliverem i jego muzykami była jednym z najważniejszych etapów w jej życiu artystycznym, miała bowiem znaczący wpływ na jej rozwój muzyczny. Wyjechała z Kreolami do San Francisco na półroczne występy w The Pergola Ballroom. Nowoorleańska muzyka grupy nie porwała miejscowej publiczności, niemniej kontrakt został dokończony. Potem The Creole Jazz Band udała się do Los Angeles, a ona wróciła do Chicago.

### Muzyka i miłość
W Wietrznym Mieście powróciła do pracy w  Dreamland Café. Została pianistką w orkiestrze Mae Brady, skrzypaczki i orędowniczki wodewilu. Jeszcze przed wyjazdem do Kalifornii poznała w Dreamland młodego śpiewaka z Waszyngtonu, Jimmie’ego Johnsona. Poślubiła go 22 sierpnia 1922, żeby po niespełna dwóch latach rozwieść się z nim. W 1922 wrócił do Chicago Joe Oliver. Niedługo potem grała już w jego zespole w Dreamland Café.
Grupa odnosiła w Dreamland duże sukcesy. W tym czasie z Nowego Orleanu Oliver sprowadził do zespołu drugiego kornecistę, młodego Louisa Armstronga. Lil początkowo nie zwracała na niego uwagi. Uważała też, że jak na Chicago wygląda „jak wieśniak – jest za gruby i ma śmieszną fryzurę”. Armstronga natomiast od razu zafascynowała ona i jej gra. Zainteresowała się nim, dopiero kiedy Oliver powiedział jej, że ten „grzeczny drugi kornecista gra o wiele lepiej niż on”. Poświęciła sporo czasu na zmianę wyglądu Louisa na „wielkomiejski”. W rezultacie zostali parą. „Kiedy postanowiliśmy się pobrać” – wspominała – „oboje potrzebowaliśmy rozwodu. Jako powód podaliśmy ’porzucenie’ i udało się”. Ślub odbył się 5 lutego 1924. Miesiąc miodowy spędzili w pracy, odbywając z zespołem Olivera trzytygodniową trasę koncertową w Pensylwanii.
Lil była przekonana, że jej mąż marnuje talent nie będąc muzykiem pierwszoplanowym w zespole Olivera. Louis był jednak zadowolony, że gra u boku swojego idola. Mimo to przekonała go, żeby sam zawiadywał własnymi honorariami i zaznaczał swoją pozycję na estradzie oraz podczas sesji nagraniowych. W końcu skłoniła go do opuszczenia Olivera i samodzielnego decydowania o sobie. We wrześniu 1924 wyprawiła go do Nowego Jorku, gdzie grał w orkiestrze Fletchera Hendersona. Sama została w Chicago nadal grając z Oliverem. Szybko jednak założyła własny zespół, który po otrzymaniu angażu w Dreamland Café nazwała The Dreamland Syncopators. W 1925 Louis wrócił do Chicago już jako sławny muzyk. Przywitał go wielki transparent z napisem „Największy trębacz świata”, wywieszony przez jego żonę.
Zespół The Dreamland Syncopators – w zależności od potrzeb – nazywał się odtąd: Louis Armstrong and His Hot Five, Hot Seven oraz Lil’s Hot Shots. Firmowane nazwiskiem trębacza a dokonane w latach 1925–1927 nagrania Hot Five i Hot Seven należą do najważniejszych w historii jazzu. W skład Louis Armstrong and His Hot Five wchodzili: puzonista Kid Ory, klarnecista Johnny Dodds, bandżysta Johnny St. Cyr oraz Lil Armstrong, która nie tylko grała na fortepianie, ale kierowała muzycznie kwintetem oraz była kompozytorką wielu zarejestrowanych utworów.
W okresie 1929–1930 między Armstrongami dochodziło do częstych nieporozumień na tle finansowym i osobistym. W 1931 ogłosili separację małżeństwa, które zakończyło się rozwodem w 1938.

### Gwiazda jazzu
W latach 30. Lil występowała jako liderka i solistka. Dokończyła również studia, uzyskując dyplom nauczycielki, a później zaliczyła studia podyplomowe. Wystąpiła w kilku rewiach i musicalach na Broadwayu takich jak Hot Chocolates i Shuffle Along. Prowadziła także dwie formacje całkowicie kobiece, w tym pierwszy żeński big-band swingowy, Harlem Harlicans. W jego składzie grały m.in. Leora Mieux (żona Fletchera Hendersona) i Dolly Jones na trąbkach, oraz Alma Long Scott (matka Hazel Scott) na saksofonie. W 1932 Harlicans występowały w Lafayette Theatre w nowojorskim Harlemie. W 1934 grały w słynnych audytoriach Nowego Jorku i Chicago – Apollo Theater oraz Regal Theater. Już w tym czasie cieszyła się ogólnokrajową popularnością i była autorytetem w środowisku jazzowym. Uznawaną ją za najważniejszą kobietę początkowego etapu rozwoju jazzu. W 1936 przeniosła się z Chicago do Nowego Jorku, żeby podjąć pracę pianistki firmowej w wytwórni płytowej Decca.
Na początku lat 40. postanowiła porzucić karierę muzyczną i zająć się projektowaniem mody, któremu od lat poświęcała dużo uwagi. Zapisała się do szkoły krawieckiej w Nowym Jorku. Jej pracą dyplomową był smoking uszyty dla byłego męża. Jako że pozostawali w przyjaznych relacjach i nadal grywali razem, Armstrong przyjął marynarkę (a później inne zaprojektowane przez nią kostiumy) i nosił ją podczas występów. Niemniej w 1938 pozwała go sądu w związku z tantiemami za wspólnie skomponowane utwory i wygrała sprawę. Przed pozostaniem przy modzie odwiodły ją liczne prośby i nalegania, żeby nie schodziła ze sceny. Wróciła do Chicago i przez następne trzydzieści lat występowała z przerwami jako solistka lub członkini, a niekiedy liderka, małych zespołów. Podejmowała także inną działalność: otworzyła restaurację The Swing Shack, uczyła muzyki oraz języka francuskiego. W 1952 wzięła udział w europejskim tournée, grając z różnymi muzykami, m.in. legendarnym saksofonistą sopranowym Sidneyem Bechetem i trębaczem „Peanutsem” Hollandem. W 1962 rozpoczęła pisanie autobiografii, której jednak nigdy nie ukończyła.
Choć od lat nie była już żoną Louisa Armstronga, który zaliczał kolejne małżeństwa, oboje do końca jego życia nie przestali być przyjaciółmi. „Moje uczucie do niego” – powiedziała w 1955 – „nie wygasło, mimo tych wszystkich ożenków”. Sześć tygodni po śmierci Armstronga w 1971 wzięła udział w zorganizowanym w Chicago koncercie poświęconym jego pamięci. Podczas fortepianowego wykonania standardu St. Louis Blues doznała rozległego zawału serca i zmarła w drodze do szpitala. Miała 73 lata. Urna z jej prochami została złożona w kolumbarium na Lincoln Cemetery w miejscowości Blue Island.

## Kompozycje
Bad Boy (przebój Ringa Starra z 1978), Boogie Me, Brown Gal, Clip Joint, Doin' the Suzie-Q, Don't Jive Me, East Town Boogie, Just for a Thrill (przebój Raya Charlesa z 1959), Knee Drops, Little Daddy Blues, Lonesome Blues, My Heart, Oriental Swing, Rock It, Struttin' with Some Barbecue,  Two Deuces i   Walking on Air.

## Dyskografia

### Jako liderka
- 1961 Chicago – The Living Legends – Lil Hardin Armstrong and Her Orchestra (Riverside)
- 1996 Lil Hardin Armstrong and Her Swing Orchestra 1936–1940 (Classics)
- 2010 Satchmo and Me (Riverside)
- 2014 Safely Locked Up in My Heart – Una Mae Carlisle/Lil Armstrong 1938–1939 (Harlequin)
- Women in Jazz – Pianists (Stash)

### Jako sidewoman
Z Louisem Armstrongiem
- The Side Man – Young Louis (MCA 1301)
- The Louis Armstrong Story, vol. 1–2 (Columbia)

### Kompilacje
- 2007  Mean Mothers – Independent Women’s Blues (Rosetta Records) – różni wykonawcy

## Upamiętnienie
- W 1986 została wprowadzona do Panteonu Sław Big-bandów i Jazzu (The Big Band and Jazz Hall of Fame)
- W 2004 park nr 492 należący do kompleksu parkowego w Chicago otrzymał imię: „Lillian Hardin Armstrong”[10].
- W 2014 została wprowadzona do Panteonu Sław Muzyki z Memphis (The Memphis Music Hall of Fame)[1].

## Biografie
- James L. Dickerson, Just for a Thrill – Lil Hardin Armstrong, First Lady of Jazz, wyd. Cooper Square Press, 2002, ISBN 0-8154-1195-2
- Patricia Hruby Powell, Struttin' with Some Barbecue – Lil Hardin Armstrong Becomes the First Lady of Jazz, wyd. Charlesbridge, 2018, ISBN 1-58089-740-1
- Mara Rockliff,  Born to Swing – Lil Hardin Armstrong’s Life in Jazz, wyd. Calkins Creek, 2018, ISBN 1-62979-555-0

## Uwaga
1. ↑  3 USD z 1918 równały się  61. USD w 2023.